# Comté de Greene (Tennessee)
Pour les articles homonymes, voir Comté de Greene.
Le comté de Greene est un comté de l'État du Tennessee, aux États-Unis.